# Dolce (televisión por satélite)
Dolce es una plataforma de televisión por satélite DBS de Romtelecom, un proveedor de telefonía e internet de Rumania. Opera en el satélite 39°E, Hellas Sat 2. En 2008, Dolce contaba con más de nueve millones de clientes.

## Canales

### Dolce Sport
Dolce Sport es un canal de televisión deportivo estrenado el 28 de julio de 2010, disponible sólo mediante Dolce y redes NextGen. Emite en alta definición y tiene un segundo canal, Dolce Sport 2. Sus principales emisiones están centradas en el fútbol, con la Liga de Campeones de la UEFA (desde la temporada 2010–11), la Liga I (desde la temporada 2011–12) y la Fórmula 1 desde 2014.